# St. Marien (Ahrensburg)

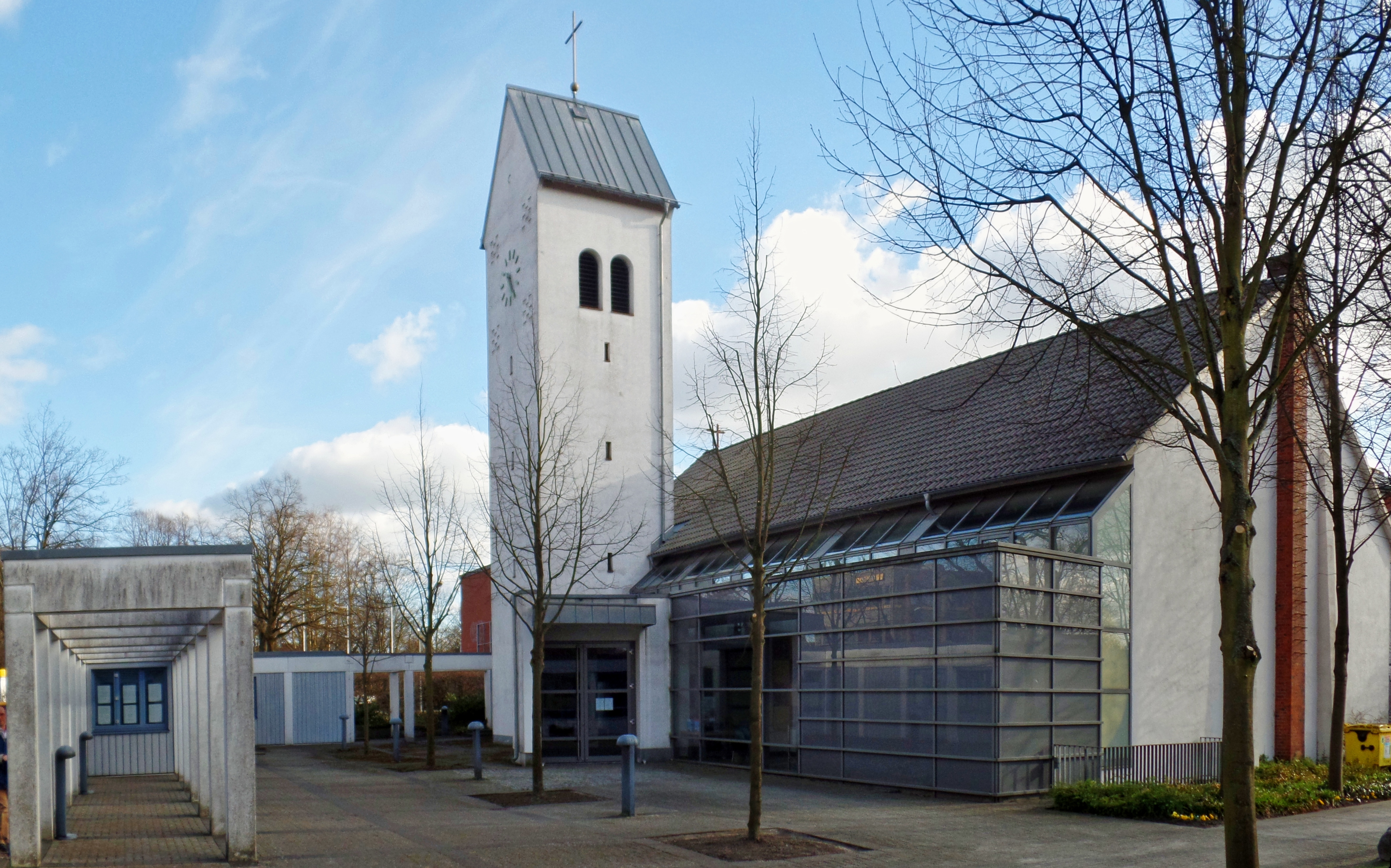
St. Marien (Ahrensburg)

St. Marien, auch St. Maria, Hilfe der Christen, ist eine römisch-katholische Kirche in Ahrensburg der St.-Ansverus-Pfarrei und gehört zum Erzbistum Hamburg.

## Geschichte
Anfang des 20. Jahrhunderts begann ein bescheidenes katholisches Gemeindeleben in Ahrensburg. 1905 richteten fünf katholische Familien in einem Privatraum eine Notkapelle ein. Einmal im Monat las ein Priester die Messe.
1912 wurde für mittlerweile zehn katholische Familien an der Hamburger Straße eine kleine Kapelle eingerichtet. Nach dem Verkauf des Grundstücks während der 1920er Jahre besuchten Ahrensburgs Katholiken die Messe in Hamburg-Rahlstedt. 1937 wurde ein eigener Kapellenraum in der Waldstraße geweiht.
1941 erwarb Bernhard Wintermann, Pastor Primarius in Hamburg, treuhänderisch für die katholische Kirchengemeinde ein Grundstück an der Ecke Hamburger Straße/Adolfstraße. Bei Kriegsende wuchs die katholische Gemeinde durch Flüchtlinge von rund 100 auf mehr als 2000 Mitglieder, so dass die Platzprobleme immer drängender wurden. Zeitweise feierten Ahrensburgs Katholiken ihre Messe auch in der evangelischen Schlosskirche. 1952 begann der Bau der eigenen Kirche in der Adolfstraße, auch unter Mithilfe von Gemeindemitgliedern. Am 28. Juni 1953 wurde die Kirche geweiht.

## Architektur und Ausstattung

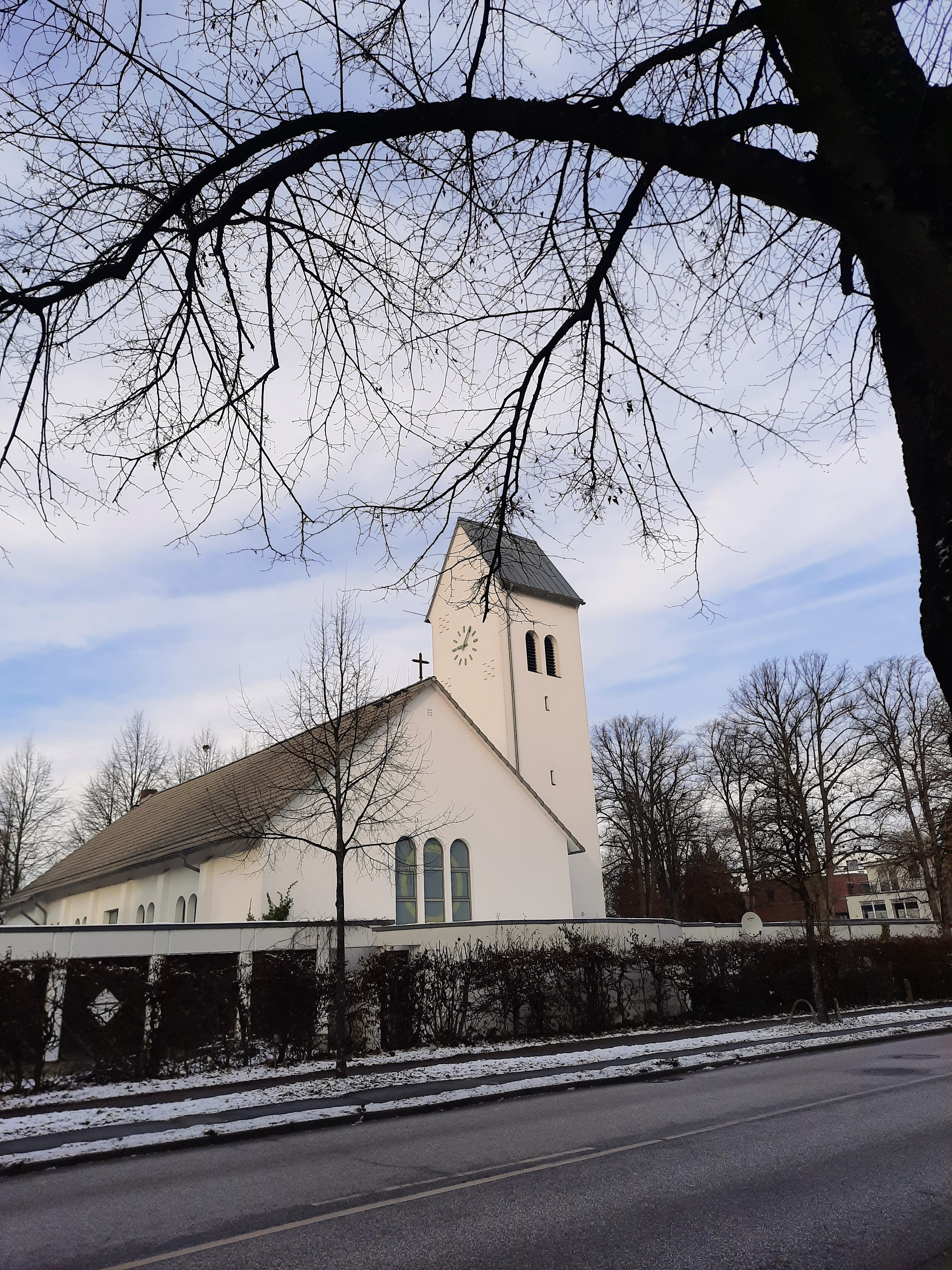
St. Marien (Ahrensburg) von der Hamburger Straße

Die Kirche aus dem Jahre 1953 war eine klassische Längskirche im funktionalen Nachkriegsstil mit einem durch Stufen herausgehobenen Altar auf der Ostseite. Der Kirchenraum war weiß getüncht und hatte Sitzreihen, hintereinander auf den Altarraum ausgerichtet, durch einen Mittelgang geteilt, und besaß eine Rundbogendecke unter einem Satteldach. Über dem Altar hing das Kreuz von der Decke. Ein Marienmosaik für die Patronin der Kirche war rechts vom Altarraum im Kirchenschiff angebracht.

### Kirchenraum als „Communio-Modell“
Als 1998 die alte Kirche bauliche Mängel offenbarte, entschloss sich die Gemeinde, neue Wege zu beschreiten. Ein Neubau war aus finanziellen Gründen nicht möglich. So wurde das „Communio-Modell“ entwickelt. Beteiligt waren die Gemeinde und der gewählte Bauausschuss, der den Findungsprozess vorantrieb. Beratung wurde eingeholt z. B. bei Franz-Josef Rahe, der darauf verwies, dass die Gemeinde gemäß dem II. Vatikanischen Konzil Träger des Gottesdienstes sei, und auch bei Albert Gerhards, der das „Communio-Modell“ ins Gespräch brachte. Dabei handelt es sich „um ein Modell, das Ambo und Altar einander gegenüberstellt, von Gemeinde umgeben und einer liturgischen Mitte getrennt“. Der Altarraum wurde in die Mitte des Kirchenraums verlegt. Die Renovierung und der Umbau im Sinne des „Communio-Modells“ wurden durch den Architekten Bruno Braun ausgeführt.
Außen weiß gestrichen mit Fenstern im romanischen Stil, dominiert den gut durch Leuchten und neoromanische Fenster beleuchteten Innenraum roter Ziegelstein. Die jeweiligen Längsseiten sind durch zwei Stufen erhöht, auf der Ostseite ein gläsernes Portal, auf der Westseite die große Orgel, daneben der Zugang zur Sakramentenkapelle. Die hellen Holzbänke passen sich dem zentralen liturgischen Oval mit Ambo, Altar und Kreuz an und sind auf beiden Seiten darauf ausgerichtet.

### Ambo und Altar
Klaus Simon schuf Ambo, Altar und Sedilien aus Holz. Er arbeitet nur mit gefallenem Holz aus der Region. 2001 schlug er sein Atelier an der Kirche auf, so dass die Gemeinde die Fortschritte miterleben konnte. Am 24. November 2001 wurden der Umbau und der neue Altar geweiht:„Fünf Feuer an fünf mit eingekerbten Kreuzen markierten Stellen des Altars brannten schwarze Narben in das Holz der Eiche – Zeichen für die fünf Wundmale Jesu Christi, als der Erzbischof von Hamburg, Dr. Ludwig Averkamp, den Altar konsekrierte. Heute ist der schlichte, helle Raum nach wie vor eine Herausforderung, sich die Form der Feier, die Bedeutung der Orte und Wege klar zu machen. Unumstritten ist die Ausstrahlung und Wirkung der neuen liturgischen Mitte.“

### Fenster
Klaus Simon gestaltete auch Fenster. In der Sakramentenkapelle verbindet eine gelbe Kreisform Fenster und Wand. Die Ostfenster der Kirche erhielten einen großen gelben Kreis in Richtung der aufgehenden Sonne. Das zentrale längliche Fenster als Teil der liturgische Mitte zeigt ein rotes Kreuz auf hellem Hintergrund.

### Vorraum
Der Vorraum, das sogenannte „Paradies“, enthält das Marienmosaik der alten Kirche und einen Taufstein am Eingang in den Kirchenraum. Er steht auf einer Achse mit Priestersitz, Ambo, Altar und Kreuz. Vorraum und Sakristei wurden im Zuge des Umbaus ergänzt.

### Orgel
Die Orgel wurde 1972 von Klaus Becker gebaut und besitzt 17 Register auf zwei Manualen und Pedal mit folgender Disposition:
| I Hauptwerk C–g3 |                    |       |
| 1.               | Prinzipal          | 8′    |
| 2.               | Gedeckt            | 8′    |
| 3.               | Oktave             | 4′    |
| 4.               | Spitzflöte         | 4′    |
| 5.               | Quinte             | 2 ⁄3′ |
| 6.               | Waldflöte          | 2′    |
| 7.               | Mixtur IV          |       |
| 8.               | Spanische Trompete | 8′    |

| II Nebenwerk C–g3 |                |    |
| 9.                | Gedeckt        | 8′ |
| 10.               | Rohrflöte      | 4′ |
| 11.               | Prinzipal      | 2′ |
| 12.               | Sifflöte       | 1′ |
| 13.               | Sesquialter II |    |
| 14.               | Scharff III    |    |
|                   | Tremulant      |    |

| Pedal C–f1 |            |     |
| 15.        | Subbass    | 16′ |
| 16.        | Prinzipal  | 8′  |
| 17.        | Choralbass | 4′  |

- Koppeln: II/I, I/P, II/P

### Nutzung
Die Marienkirche und ihre Filialkirche in Großhansdorf gehören mit St. Vicelin (Bad Oldesloe), St. Michael (Bargteheide), Heilig-Kreuz (Mölln), St. Answer (Ratzeburg) und St. Marien (Trittau) zur Groß-Pfarrei St. Ansverus. Aktuell wurde im Februar 2023 von der Hamburger Kirchenleitung die Planung über den künftigen Raumbedarf mitgeteilt. Danach würde nur die Ahrensburger Kirche erhalten bleiben.
Der Kirchenraum wird für Gottesdienste aller Art genutzt. Auch Kirchenmusik erklingt hier. Z. B. gab der Komponist, Texter und freie Tonmeister Gregor Linßen 2015 ein Konzert.